# Safia divaricata
Safia divaricata är en fjärilsart som beskrevs av William Schaus 1901. Safia divaricata ingår i släktet Safia och familjen nattflyn. Inga underarter finns listade.